# Łuko
Łuko (ukr. Луко) – wieś na Ukrainie, w obwodzie rówieńskim, w rejonie waraskim, w hromadzie Włodzimierzec. W 2001 roku liczyła 383 mieszkańców.